# گروبینا
گروبینا (به آلمانی: Grobin) شهرکی در لتونی با جمعیت ۴٬۲۱۸ نفر است که در Grobiņa municipality واقع شده‌است.